# نیلی ۹۰۳
نیلی ۹۰۳ (به انگلیسی: 903 Nealley، نامگذاری:1918EM) نهصد و سومین سیارک کشف شده‌است که در ۱۳ سپتامبر ۱۹۱۸ و در وین کشف شد.
قدر مطلق سیارک برابر ۹٫۸۰ است.